# Омодеи, Луиджи (младший)
Луиджи Омодеи младший (итал. Luigi Omodei, iuniore; 20 марта 1657, Мадрид, королевство Испания — 18 августа 1706, Рим, Папская область) — итальянский куриальный кардинал. Племянник кардинала Луиджи Омодеи старшего. Кардинал-дьякон с 13 февраля 1690, с титулярной диаконией Санта-Мария-ин-Портико-Кампителли с 10 апреля 1690. 